# Luis Meseguer
Luis Alberto Meseguer Villanueva (Madrid, 7 de septiembre de 1999) es un futbolista hispano-ecuatoguineano que juega como defensor para Las Rozas C. F. de la Tercera Federación y para la selección de Guinea Ecuatorial.

## Trayectoria
Meseguer militó en la cantera del Atlético de Madrid desde el benjamín hasta la Cadete A y después ingresó en los juveniles del Unión Adarve.
Fue fichado por el Rayo Vallecano para militar en el equipo juvenil C. En la temporada 2016-17 formó parte del juvenil B del Rayo Vallecano y en la temporada 2017-18 fue promovido al equipo juvenil A. Durante la temporada siguiente sería jugador del Rayo Vallecano B de la Tercera División de España, en el que jugaría durante dos temporadas.
En verano de 2020 firmó por el Zamora C. F. de la Segunda División B. Al año siguiente se marchó al C. D. A. Navalcarnero.

## Selección nacional
Meseguer debutó con la selección de fútbol de Guinea Ecuatorial el 17 de noviembre de 2018 en un partido contra la selección de fútbol de Senegal el cual perdieron 0-1.

## Clubes
| Club                  | País   | Año       |
| --------------------- | ------ | --------- |
| Rayo Vallecano B      | España | 2018-2020 |
| Zamora C. F.          | España | 2020-2021 |
| C. D. A. Navalcarnero | España | 2021-2022 |
| A. D. Unión Adarve    | España | 2022-2024 |
| Las Rozas C. F.       | España | 2024-     |